# Frøbjerg Bavnehøj
Frøbjerg Bavnehøj är en 130 meter hög kulle på ön Fyn i Danmark. Det är Fyns högsta punkt med vidsträckt utsikt över omgivningarna. Området betas av får och röjs med jämna mellanrum. Namnet Frøbjerg tros anspela på gudinnan Frej.
Invånarna på Fyn samlas på Frøbjerg för att fira Danmarks grundlagsdag varje år den 5 juni och sedan 1986 spelas friluftsteater på amfiscenen intill på sommaren.